# Magnesiumzout
Een magnesiumzout is een verbinding van magnesium waarbij het magnesium als tweewaardig ion aanwezig is. Als aardalkalimetaal is magnesium dermate elektropositief dat het buiten het laboratorium en een aantal speciale legeringen alleen in de vorm van magnesiumzouten kan bestaan.

## Voorbeelden
- magnesiumchloride, MgCl2, een zeer hygroscopisch zout.
- magnesiumsulfaat, MgSO4, een in het laboratorium veel gebruikt droogmiddel. De verbinding is ook bekend onder de naam bitterzout.
- magnesiumstearaat, Mg(C17H35COO)2, een van de verbindingen (naast andere magnesiumzouten van vetzuren)die als E-nummer E470b door de EU als additief in voedsel of medicijnen toegestaan zijn.